# Mesothen ethela
Mesothen ethela är en fjärilsart som beskrevs av William Schaus 1911. Mesothen ethela ingår i släktet Mesothen och familjen björnspinnare. Inga underarter finns listade i Catalogue of Life.